# HC Walcheren
Hockey Club Walcheren is een Nederlandse hockeyclub uit Vlissingen. De club is in 2011 ontstaan uit een fusie tussen de hockeyclubs van Middelburg en Vlissingen. De naam van de club werd bepaald door middel van een stemming. De fusieclub verhuisde op 3 september 2011 naar Sportpark Vrijburg nabij de gemeentegrens. De officiële oprichtingsdatum wordt echter gehouden op 2 oktober 1910; toen de Middelburgsche M.H.C. werd opgericht. De Vlissingse M.H.C. werd op 5 april 1966 opgericht.
In het seizoen 2012/13 kwam heren 1 uit in de Derde klasse en dames 1 in de Derde klasse.
In 2021 telde de club ruim 500 leden.